# William Hamilton (filosof)
William Hamilton, född 8 mars 1788 i Glasgow, död 6 maj 1856, var en skotsk filosof. Hamilton utbildades i Glasgow, Edinburgh och Oxford.
Han var förs verksam som advokat men innehade från 1821 en professur vid Edinburghs universitet, först i historia, från 1836 i logik och metafysik.
Hamilton var i sin filosofi särskilt påverkad av Thomas Reid och Immanuel Kant. Han tänkte sig att mänsklig kunskap alltid är relativ i den mening att när man tänker på ett ting så ordnar och klassificerar man det, man tänker på det som ett bestämt ting. Han formulerade också det som han kallade det betingades lag. Enligt denna lag måste en av två extremer vara sanna i allt mänskligt tänkande. Båda är otänkbara, men genom logikens lagar vet vi att en av dem måste vara sann, eftersom de står i motsättning till varandra. Ett exempel är universums storlek; antingen är det obegränsat stort eller så är det begränsat. Vi kan emellertid inte veta vad som är fallet.